# Championnats d'Afrique féminins de boxe amateur 2010
Navigation
Édition précédente Édition suivante
Les championnats d'Afrique féminins de boxe amateur 2010 se déroulent à Yaoundé, au Cameroun, du 23 au 28 mars 2010.

## Résultats
| Catégories                  | Or                      | Argent            | Bronze |
| Poids mi-mouches (-48 kg)   | Christine Akoa Bengono  |                   |        |
| Poids mouches (-51 kg)      | Esotia Rosette Ndongala | Meriem Rachidi    |        |
| Poids plumes (-57 kg)       | Nezha Boumaraf          | Christelle Ndiang |        |
| Poids légers (-60 kg)       | Rim Jouini              | Mahjouba Oubtil   |        |
| Poids super-légers (-64 kg) | Jeanine Mballa          |                   |        |
| Poids welters (-69 kg)      | Yannick Azangue         |                   |        |
| Poids moyens (-75 kg)       | Wided Younsi            | Samira El Haddad  |        |

## Référence
1. ↑  (en) « African Womens Championships - 2010 », sur amateur-boxing.strefa.pl (consulté le 15 décembre 2019)